# Anežka Pohorská
Anežka Pohorská (* 1987) je česká dabérka a dětská herečka. Jako dabérka propůjčila svůj hlas Emmě Watson ve filmové sérii Harry Potter.

## Filmografie

### Herectví
- Kde padají hvězdy (1995) – Denisa
- Hospoda (1996) – Vlastička Nováková

### Dabing
- Ztracený princ (2008) – princezna Aurora (Barbora Mudrová)
- 10 000 př. n. l. (2008) – Evolet (Camilla Belle)
- Zlatý kompas (2007) – Lyra Belacqua (Dakota Blue Richards)
- Star Wars: Klonové války (2008) - Ahsoka Tano (Ashley Eckstein)
- Karla a Katrine (2009)
- Harry Potter a Princ dvojí krve (2009) – Hermiona Grangerová (Emma Watsonová)
- Harry Potter a Relikvie smrti – část 1 (2010) – Hermiona Grangerová (Emma Watsonová)
- Harry Potter a Relikvie smrti – část 2 (2011) – Hermiona Grangerová (Emma Watsonová)
- Noe (2014) – Ila (Emma Watsonová)
- Kráska a zvíře (2017) – Belle (Emma Watsonová)
- Malé ženy (2019) - Meg Marchova (Emma Watsonová)